# Sais-tu pourquoi je saute ?
Pour le film, voir Sais-tu pourquoi je saute ? (film, 2020).
Sais-tu pourquoi je saute ? (Japonais : 自閉症の僕が跳びはねる理由～会話のできない中学生がつづる内なる心～ Hepburn: Jiheishō no Boku ga Tobihaneru Riyū ~Kaiwa no Dekinai Chūgakusei ga Tsuzuru Uchinaru Kokoro~) est un livre écrit en 2005 par l'auteur autiste japonais Naoki Higashida, alors âgé de treize ans.
Il a été publié à l'origine en 2007 au Japon et la traduction anglaise par Keiko Yoshida et son époux, l'auteur David Mitchell, a été publiée en 2013. Le livre est devenu un succès de librairie dans le New York Times et le Sunday Times en tant que livre relié non romanesque au Royaume-Uni. Il a depuis été publié dans environ trente autres langues.
Higashida a été diagnostiqué comme porteur de troubles du spectre de l'autisme sévère à l'âge de cinq ans, alors qu'il avait des capacités de communication verbale limitées. Avec l'aide de sa mère, il est supposé avoir écrit le livre à l'aide d'une méthode appelée par lui « écriture digitale facilitée » aussi connue sous le nom de communication facilitée,, une méthode discréditée de façon répétée en tant que pseudoscience et considérée comme non valable par de nombreuses associations depuis les années 1980, telles que l'Académie américaine de pédiatrie et l'Association américaine de psychologie.
Yoshida et Mitchell, qui ont eux-mêmes un enfant autiste, ont écrit l'introduction à la version en langue anglaise. La plus grande partie de ce mémoire est racontée à travers 58 questions communément posées à Higashida ainsi qu'à d'autres personnes concernées par l'autisme, entrecoupées de courtes sections en prose. Ces sections sont soit des mémoires partagées par Higashida ou des histoires paraboliques liées aux thèmes discutés dans le mémoire. Ces collections se finissent par une nouvelle écrite par Higashida, « Je suis juste ici », préfacée ainsi par l'auteur :
« J'ai écrit cette histoire dans l'espoir qu'elle vous aide à comprendre à quel point il est douloureux de ne pas pouvoir communiquer avec ceux que nous aimons. Si cette histoire vous touche d'une façon ou d'une autre, je crois que vous serez capable de vous relier au cœur des personnes avec autisme ».

## Réception
Bien que le livre ait rapidement rencontré le succès au Japon, ce n'est qu'après la traduction anglaise (The Reason I Jump: One Boy's Voice from the Silence of Autism) que celui-ci a atteint un public large dans le monde entier. Lors de sa publication en juillet 2013 au Royaume-Uni, il a été publié en feuilleton sur BBC Radio 4 en tant que « livre de la semaine » et devint directement numéro 1 dans la liste des bestsellers du Sunday Times. Après sa publication aux États-Unis (en août 2013), il a été mis en vedette dans le Daily Show dans une interview entre John Stewart et David Mitchell et le jour d'après il devient numéro un de la liste des bestsellers d'Amazon. Dans l'interview Stewart décrit le mémoire comme « l'un des livres les plus remarquables qu'[il] ait lus ». D'autres célébrités offrent leur soutien, comme Whoopi Goldberg dans la section guide de cadeaux dans l'édition de vacances 2013 de People. En plus des relais médiatiques traditionnels, le livre a reçu l'attention de groupes de sensibilisation dans le monde entier, dont beaucoup, comme Autism Speaks, ont interviewé Mitchell.
Dans une critique écrite par Temple Grandin, scientifique en biologie animale et porte-parole bien connue de l'autisme, autiste elle-même, elle a déclaré : « le livre est une importante addition aux comptes-rendus autobiographiques de personnes autistes non-verbales. Tous ceux qui travaillent avec des personnes non-verbales devraient le lire ». Elle a aussi écrit son souhait que le livre ait prouvé la capacité de Higashida à communiquer pleinement et de façon indépendante, ainsi qu'une description de la façon dont il l'aurait apprise. Selon Grandin, elle aurait reporté la lecture du livre à cause du manque d'une documentation montrant que Higashida n'utilisait pas « la méthode controversée de communication facilitée, selon laquelle une personne soutient le poignet d'une personne non verbale avec autisme ». Elle a dit, « lorsque cette méthode est employée, le facilitateur est souvent le vrai auteur ». Grandin a expliqué que quand on lui a demandé d'écrire une critique sur le livre, elle était certaine que « le livre de Naoki appartenait à une autre classe d'écrits : ceux qui viennent de personnes non verbales qui peuvent communiquer de façon indépendante sans soutien au poignet ».
Sallie Tisdale, écrivant pour le New York Times, a dit que le livre soulevait des questions au sujet de l'autisme, mais aussi au sujet de la traduction et s'est demandé dans quelle mesure le livre était influencé par les trois adultes (la mère de Higashida, Yoshida, et Mitchell) impliqués dans la traduction du livre ainsi que leurs expériences en tant que parents d'enfants autistes. Elle a conclu : « nous devons faire attention de ne pas transformer ce que nous trouvons en ce que nous voulons ».